# Luật tục của dân tộc thiểu số Việt Nam
Luật tục của dân tộc thiểu số là những nguyên tắc ứng xử không thành văn được hình thành trong cộng đồng địa phương. Được mọi người tuân thủ và trở thành truyền thống nhất định. Quy định rõ các vi phạm đều bị nghiêm trị. 

## Sự giống nhau của lệ làng, hương ước của người Việt
Luật tục vùng cao luôn mang màu sắc kỳ bí, huyền thoại. Những luật tục đôi khi đẫm nước mắt vì khắc nghiệt, nhưng có lúc cũng lắm tiếng cười. Người Việt có lệ làng, hương ước là một dạng luật tục của địa phương.
- Sự giống nhau: Truyền miệng, hình thành văn bản của mỗi thủ tục.
- Sự khác nhau: Mỗi vùng miền, từng ngôi làng dòng họ hình thành nên nết văn hóa khác vùng khác, theo các yếu tố môi trường.

## Quan niệm ngày nay về Luật tục
Ngày nay theo đà phát triển chung của xã hội, các nét pha trộn văn hóa khác nhau. Nhiều quan điểm bị thay đổi giữa cũ và mới. Các luật thành văn của nhà nước được ban hành, khá chi tiết và sát thực. Luồng tư tưởng, quan điểm về tôn giáo xâm nhập vào. Làm cho một số luật tục mất đi quan điểm ban đầu, các giáo điều bắt đầu yếu dần. Không gian áp dụng bị thu hẹp đần không đủ hấp dẫn, như núi rừng, các linh vật xác tín của vùng cao không còn nguyên vẹn hoặc không còn nữa. Các sắc tộc chuyển theo quan điểm về cuộc sống của người Kinh, từ trang phục, dùng các đồ dùng được sản xuất hàng loạt mà không qua thủ công từ dân tộc mình. Họ đơn giản hóa qua các công đoạn thủ công, sử dụng nhu cầu theo tính rẻ về công đoạn của thị trường. Một số luật tục có tính hợp với thời đại được đưa vào các văn bản thành văn, áp dụng trên diện rộng không nằm trên không gian của dân tộc mình.